# Promonotus spinosissimus
Promonotus spinosissimus är en plattmaskart som beskrevs av Martens och Curini-Galletti 1999. Promonotus spinosissimus ingår i släktet Promonotus och familjen Monocelididae. Inga underarter finns listade i Catalogue of Life.